# فرنك تونسي
الفرنك التونسي (بالفرنسية: Franc tunisien)‏ عملة تونسية قديمة بدأ العمل بها في 1 يوليو 1891 عوضا عن الريال التونسي. انتهى اعتماد الفرنك التونسي كعملة رسمية بتونس في 1 نوفمبر 1958، عندما تم إصدار الدينار التونسي.

## التاريخ
استبدل الريال التونسي بعملة الفرنك عام 1891 (بسعر 1 ريال تساوي 60 سنتيم). وكان يتألف من عملات معدنية وأوراق ورقية تم إنتاجها خصيصًا لتونس، على الرغم من أن الأوراق النقدية المبكرة كانت إصدارات جزائرية مثقلة بـ«تونس». تم استبدال الفرنك في عام 1960 بالدينار (بسعر 1000 فرنك تساوي 1 دينار)، بعد أن أنشئ الدينار كوحدة حسابية في عام 1958.

## الشكل

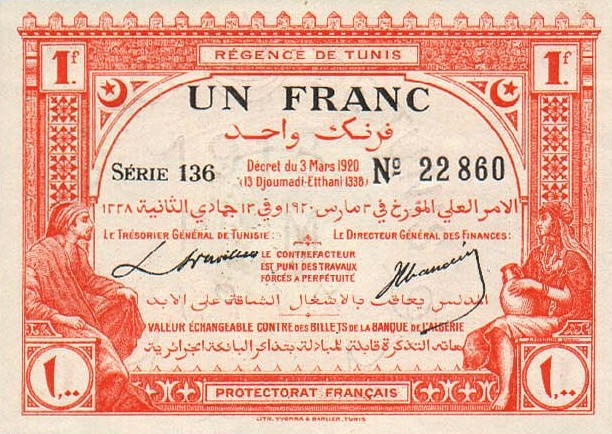
وجه ورقة نقدية بقيمة 1 فرنك تونسي، أصدرت في.

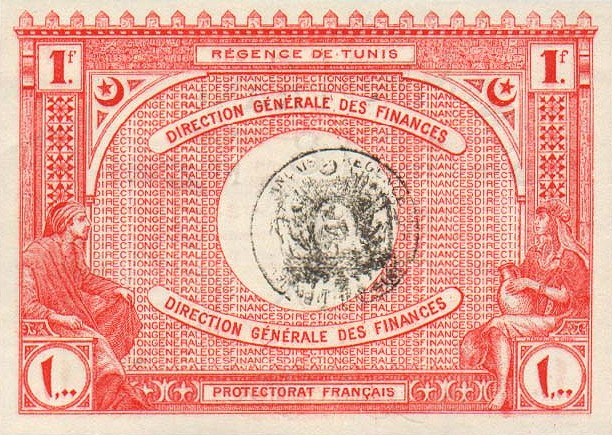
ظهر ورقة نقدية بقيمة 1 فرنك تونسي، أصدرت في,

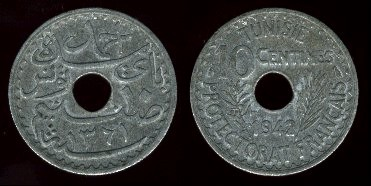
عملة بقيمة 10 سنتيم أصدرت سنة 1942

صدرت العملات المعدنية الأولى بالفرنك عام 1887، قبل أن يصبح الفرنك عملة تونس الرسمية. كانت هذه عملات ذهبية بقيمة 25 ريالًا تم وضع علامة "15 F" عليها للإشارة إلى قيمتها بالفرنك الفرنسي. في عام 1891، تم تقديم العملات البرونزية 1 و 2 و 5 و 10 سنتم وفضة 50 سنتًا و 1 و 2 فرنكًا وذهبية 10 و 20 فرنكًا، وكلها متساوية في الحجم والتركيب مع العملات الفرنسية المقابلة. تم إصدار سنتي 1 و 2 في تلك السنة فقط.
في عام 1918، تمت إضافة ثقوب من البرونز النيكل لعملات 5 و 10 و 25 سنتيم، تبعها في عام 1921 إضافة الألومنيوم والبرونز 50 سنتيم 1 و 2 فرنك وفضة 10 و 20 فرنك في عام 1930. مرة أخرى، كانت هذه العملات مطابقة للقطع النقدية الفرنسية في الحجم والتكوين. ومع ذلك، في عام 1934، تم تقديم عملات فضية بقيمة 5 فرنك، على الرغم من أن الفرنك الفرنسي 5 فرنك مصنوع من النيكل. كما هو الحال في فرنسا، تم إدخال عملات الزنك 10 و 20 سنتًا خلال الحرب العالمية الثانية مع توقف العملات الفضية. توقف إنتاج العملات التي تقل عن 5 فرنكات في عام 1945، مع تقديم 5 فرنكات من الألومنيوم والبرونز في عام 1946، تليها العملات المعدنية النحاسية والنيكل 20 و 50 و 100 فرنك في عام 1950 و 5 فرنك من النيكل

### العملات المعدنية
تتبع العملات المعدنية الأولى التي تم سكها من قبل عملة باريس من 1891 إلى 1914 وهي الوحدات المنتجة لتلك الموجودة في فرنسا في ذلك الوقت: لذلك توجد عملات معدنية من 1 و 2 و 5 و 10 سنتات من البرونز، وعملات معدنية من 50 سنتيم، 1 و 2 فرنك من الفضة وعملات معدنية من 10 و 20 و 100 فرنك من الذهب. النقوش مكتوبة بالفرنسية (الوجه) والعربية (معكوسة)؛ تحدد الأسطورة باللغة العربية التاريخ وفقًا للهجرة وأيضًا اسم باي تونس. سبائك المعادن هي نفسها في فرنسا. في الواقع، يرتبط الفرنك التونسي بالنظام النقدي للاتحاد اللاتيني. تم سك آخر عملات فضية في هذه السلسلة في عام 1921. تم سك العملات الذهبية حتى عام 1928. بعد الحرب العالمية الأولى، تم تخفيض قيمة الفرنك التونسي لكنه لا يتبع السياسة النقدية الفرنسية، ولا يتبع القرنك الفرنسي حتى وقت لاحق. تظهر عملات من نيكل نحاسي من فئة 5 و 10 و 25 سنتيم، وعملات من الألمنيوم والبرونز 50 سنتيم، و 1 و 2 فرنك، ثم مرة أخرى عملات فضية من 1 و 2 فرنك بين 1922 و1928، وأخيرا عملات فضية من 5 و 10 و 20 فرنك، تم سكها من ثلاثينيات القرن الماضي.تم سك عملة ذهبية من 100 فرنك تزن 6.55 جرام من 1930 إلى 1937 ببضعة آلاف من الدولارات. نسخ (3000 لنسخة 1930 و 1935). حدث إصلاح نقدي ثالث بين عامي 1945 و1950، مع عملات معدنية من الألمنيوم (10 و 20 سنتيمترا) ونحاس-نيكل (5، 10، 50 و 100 فرنك)، مع وجود أذرع لامين باي على ظهرها.

### الأوراق النقدية
بموجب المرسوم البايلي الصادر في 7 مايو 1904، تم تمديد امتياز إصدار بنك الجزائر إلى تونس. تمت مطابقة الأوراق النقدية الصادرة عن هذه المؤسسة منذ عام 1903 وحتى عام 1948، مع فرض عبارة «تونس». ثم أصبحت هذه المؤسسة بنك الجزائر وتونس في 12 يناير 1949، وتحمل الأوراق النقدية هذه الإشارة الجديدة من عام 1946. من عام 1915 إلى عام 1917، صدرت ما يسمى بنقود الضرورة المصنوعة محليًا في إيفورا وبارلييه وكلافي، المصممون للطباعة الحجرية في تونس (المرتبط أحيانًا بفريديريك ويبر)، بقيم 50 سنتًا وفرنكًا واحدًا وفرنكين، الصادرة عن الإدارة العامة للمالية بوصاية تونس، وقابلة للتبادل مع الأوراق النقدية لبنك الجزائر. استأنف البنك المركزي التونسي جميع العمليات النقدية منذ عام 1960.

## معرض الصور

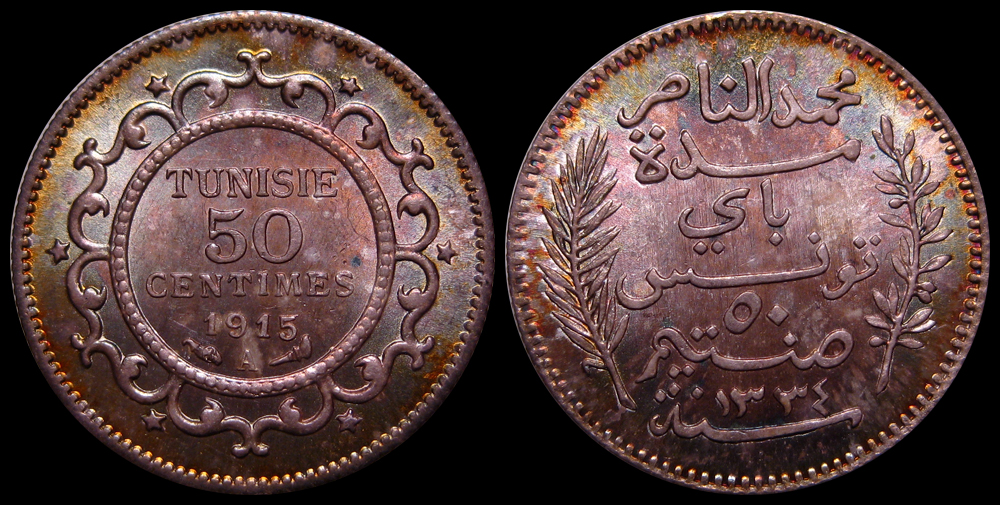
قطعة نقدية بقيمة 50 سنتيم أصدرت عام 1915
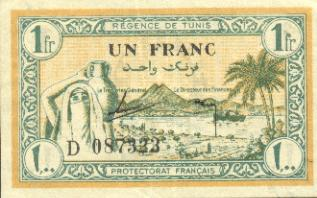
وجه ورقة نقدية بقيمة 1 فرنك تونسي، أصدرت عام 1941
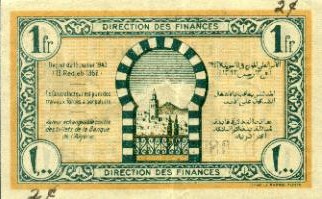
وجه ورقة نقدية بقيمة 1 فرنك تونسي، أصدرت عام 1941
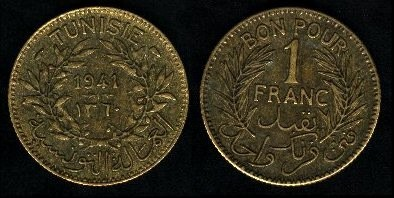
قطعة نقدية بقيمة 1 فرنك تونسي، أصدرت عام 1941
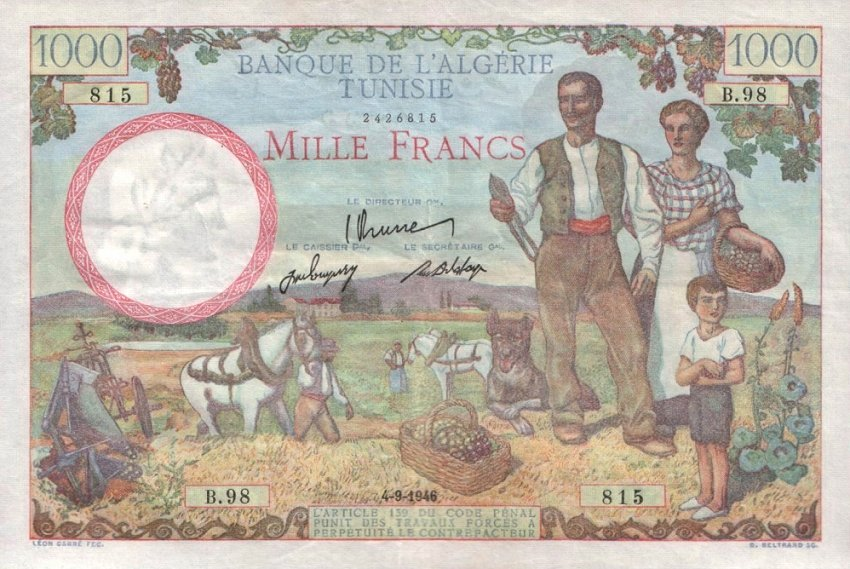
وجه ورقة نقدية بقيمة 1000 فرنك تونسي، أصدرت في 4 سبتمبر 1946